# Afton (Iowa)
Afton é uma cidade localizada no estado americano de Iowa, no Condado de Union.

## Demografia
Segundo o censo americano de 2000, a sua população era de 917 habitantes.
Em 2006, foi estimada uma população de 896, um decréscimo de 21 (-2.3%).

## Geografia
De acordo com o United States Census Bureau tem uma área de
2,5 km², dos quais 2,5 km² cobertos por terra e 0,0 km² cobertos por água. Afton localiza-se a aproximadamente 378 m acima do nível do mar.

## Localidades na vizinhança
O diagrama seguinte representa as localidades num raio de 16 km ao redor de Afton.